# Roberto Roney
Roberto Roney (Rio de Janeiro, 13 de janeiro de 1939– Rio de Janeiro, 3 de janeiro de 2010) foi um ator e comediante brasileiro.

## Biografia
Roney estreou na extinta TV Tupi, em 1963, e participou de vários programas humorísticos. Seu papel mais conhecido na televisão foi na "Escolinha do Professor Raimundo", onde interpretava o personagem Simplício Carneiro. 
O último trabalho do ator na televisão foi em 2005 na novela "A Lua me Disse", da Rede Globo, onde interpretou Everaldo.
Roney sofria de câncer no pulmão e morreu por insuficiência respiratória. Foi enterrado no Cemitério de São João Batista, no Rio de Janeiro.

## Trabalhos

### Na Televisão
| Ano                  | Título                          | Papel                         |
| -------------------- | ------------------------------- | ----------------------------- |
| 1963–1978            | Praça da Alegria                | Simplício Carneiro            |
| 1974                 | Balança Mas Não Cai             |                               |
| 1980                 | Apertura                        |                               |
| 1993-1995            | Escolinha do Professor Raimundo | Simplício Carneiro e Bragança |
| 1999–2000; 2002–2005 | A Praça É Nossa                 | Simplício Carneiro            |
| 1999–2001            | Escolinha do Barulho            | Bragança                      |
| 2005                 | A Lua Me Disse                  | Everaldo                      |

### No Cinema
| Ano  | Título                           |
| ---- | -------------------------------- |
| 1973 | Mais ou Menos Virgem             |
| 1973 | As Moças Daquela Hora            |
| 1974 | Onanias, O Poderoso Machão       |
| 1975 | As Loucuras de um Sedutor        |
| 1977 | Secas e Molhadas                 |
| 1984 | Non c'è due senza quattro        |
| 1985 | Perdidos no Vale dos Dinossauros |